# Star (maison d'édition)
Star est une maison d'édition américaine de comic books fondée en 1949 par L. B. Cole et Gerhard Kramer et disparue en 1954.